# Magdalena Müller
Magdalena Müller (Viña del Mar, 25 de octubre de 1991) es una actriz chilena.

## Carrera
El 2006 inició su carrera televisiva en la teleserie Charly Tango de Canal 13, después ingresó como parte del elenco principal de la exitosa serie del mismo canal Amango, en donde personifica a "Magdalena "Maida" De La Fuente". La serie fue finalmente estrenada el 16 de junio de 2007, y el último capítulo de la primera temporada se emitió el 1 de septiembre de 2007. Aquí compartió tanto créditos como escenarios con Augusto Schuster, Denise Rosenthal, Felipe Rojas, Samir Ubilla y Carolina Vargas, entre otros.
La segunda temporada de Amango comenzó a grabarse a finales de 2007 y se empezó a exhibir el 28 de marzo de 2008 y 20 de junio de 2008, se transmitió el último capítulo. Magdalena participó en la película de Amango la cual revela el proceso que vive la banda en su gira nacional y la manera en que cada uno enfrenta la complejidad de una abrupta fama en formato cine y a través de la TV abierta. Amango: La Gira, realizada por Agosin films y que cuenta con la dirección del destacado cineasta Shai Agosin (El brindis), se estrenó el 26 de marzo de 2008 en una sala de cine de Santiago.
En 2009 participó en la telenovela Corazón Rebelde, en donde también formó parte de la banda CRZ, junto a Denise Rosenthal, Augusto Schuster, Luciana Echeverría e Ignacio Garmendia, todos protagonistas de la telenovela.
En el 2012, se integra a la teleserie Pobre rico de TVN con el papel de Claudia, y ya el 2013 firma contrato por 3 años con TVN integrándose oficialmente a su área dramática.
Personificó a "Yoyita" en la teleserie Somos los Carmona de TVN, papel por el que se le exigió aumentar 10 kilos, esto para mostrar mayor realismo al personaje.
En 2015 debuta en las teleseries nocturnas de TVN participando en La poseída, en donde comparte escenas con Luciana Echeverría y Gabriel Cañas.
En 2016 después de 4 años en el área dramática de TVN, decide emigrar al área dramática de Mega participando actualmente en su teleserie vespertina Ámbar.
En 2017 se integra a la telenovela vespertina de comedia Tranquilo papá de Mega haciendo el papel de Laura "Laurita" Martínez, a esto se sumaron otros proyectos como Isla Paraíso, Edificio Corona y Juego de Ilusiones, entre muchos otros.

## Vida personal
En 2007, mantuvo una relación sentimental con Augusto Schuster, que terminó en 2011. Entre 2011 y 2012 mantuvo una relación con el actor Alonso Quintero.

## Filmografía
- 2017 - ...Y de pronto el amanecer, dirigida por Silvio Caiozzi
- 2018 - Calzones rotos, dirigida por Arnaldo Valsecchi
- 2020 - Un Domingo de Julio en Santiago, dirigida por Gopal Ibarra

## Televisión
| Año       | Título             | Papel                     | Ref.  |
| --------- | ------------------ | ------------------------- | ----- |
| 2005      | Gatas y tuercas    | Bettina Mena              |       |
| 2006      | Charly tango       | Camila Riquelme           |       |
| 2009      | Corazón rebelde    | Luna Fernández            |       |
| 2012–2013 | Pobre rico         | Claudia Lagos             |       |
| 2013–2014 | Somos los Carmona  | Carmen Carmona            | [ 1 ] |
| 2015      | La poseída         | Adela Soto                | [ 2 ] |
| 2016–2017 | Ámbar              | Ana Pino                  |       |
| 2017–2018 | Tranquilo papá     | Laura "Laurita" Martinez  |       |
| 2018–2019 | Isla paraíso       | Rosalía Gallegos          | [ 3 ] |
| 2021      | Edificio corona    | Esmeralda "Esme" Cárdenas | [ 4 ] |
| 2021–2022 | Amar profundo      | Ramona "Mona" Contreras   | [ 5 ] |
| 2023–2024 | Juego de ilusiones | Sofía Mardones            | [ 6 ] |
| 2025      | Aguas de oro       | Paz Ruiz-Tagle            |       |

| Año       | Título | Papel                          | Ref. |
| --------- | ------ | ------------------------------ | ---- |
| 2007–2009 | Amango | Magdalena "Maida" de la Fuente |      |
| 2009      | Héroes | Carmela Carvajal               |      |

Programas de televisión
- Paris Parade (TVN, 2012) - Reportera
- Teletón (Anatel, 2012) - Telefonista
- Juga2 (TVN, 2013-2014) - Participante
- La divina comida (Chilevisión, 2019) - Participante

## Discografía

### Sencillos
| "Corazón rebelde" (con CRZ La Banda)                               | 2009 | 72 | Corazón rebelde |
| "Nada es para siempre" (con CRZ La Banda)                          | 2010 | —  | Corazón rebelde |
| "—" indica que no se posicionó o no fue lanzado en ese territorio. |      |    |                 |

#### Sencillos promocionales
| Canción                                          | Año  | Álbum                             |
| ------------------------------------------------ | ---- | --------------------------------- |
| "Nuestro sueño" (entre el elenco de Amango)      | 2007 | Amango: El sueño se hizo realidad |
| "Destino" (entre el elenco de Amango)            | 2007 | Amango: El sueño se hizo realidad |
| "Te regalo" (entre el elenco de Amango)          | 2007 | Amango villancicos                |
| "Vivir así" (entre el elenco de Amango)          | 2008 | Amango: El sueño se hizo realidad |
| "Digan lo que digan" (entre el elenco de Amango) | 2008 | Esto no es un juego               |

#### Otras canciones listadas
| "No me veras" (con CRZ La Banda)                                   | 2009 | 99 | Corazón rebelde |
| "—" indica que no se posicionó o no fue lanzado en ese territorio. |      |    |                 |

### Vídeos musicales
| Título               | Año  | Director              | Notas                     |
| -------------------- | ---- | --------------------- | ------------------------- |
| "Nuestro sueño"      | 2007 | Óscar Rodríguez       | Escena de la serie Amango |
| "Destino"            | 2007 | Juan Pablo Sánchez E. |                           |
| "Te regalo"          | 2007 | Desconocido           |                           |
| "Vivir así"          | 2008 | Desconocido           |                           |
| "Digan lo que digan" | 2008 | Desconocido           |                           |
| "Corazón rebelde"    | 2009 | Juan Pablo Sánchez    |                           |

## Giras
- Amango gira 2008 (2007-08)
- Soñar despierto (2008)
- CRZ La Banda (2009-10)

## Premios y nominaciones
Premios Caleuche
| Año  | Categoría                             | Obra          | Resultado |
| ---- | ------------------------------------- | ------------- | --------- |
| 2023 | Mejor actriz de soporte en teleseries | Amar profundo | Nominada  |